# La donna nell'ombra
La donna nell'ombra (The Life of Vergie Winters) è un film del 1934 diretto da Alfred Santell. La sceneggiatura si basa sul racconto A Scarlet Woman di Louis Bromfield pubblicato nel gennaio 1927 sul McClure's Magazine, ripubblicato nel 1931 su Awake and Rehearse con il titolo The Life of Vergie Winters.

## Trama
Dalla sua cella della prigione di Parkville, Vergie Winters assiste ai funerali del generale John Shadwell, ricordando i vent'anni passati con lui.

## Produzione
Il film, prodotto da Pandro S. Berman per la RKO Radio Pictures, fu girato da metà aprile al 3 maggio 1934.

## Distribuzione
Il copyright del film, richiesto dalla RKO Radio Pictures, Inc., fu registrato il 15 giugno 1934 con il numero LP4821.
Distribuito dalla RKO Radio Pictures, il film uscì nelle sale cinematografiche USA il 22 giugno 1934, dopo essere stato presentato in prima a New York il 14 giugno.